# Hohenzollernplatz (Berlin-Wilmersdorf)
Der Hohenzollernplatz liegt im Berliner Ortsteil Wilmersdorf des Bezirks Charlottenburg-Wilmersdorf im Norden des Güntzelkiezes. Ein gleichnamiger Platz befindet sich im Berliner Ortsteil Nikolassee (Bezirk Steglitz-Zehlendorf).

## Geschichte
Der Platz erhielt seinen Namen 1901. Benannt wurde er – ebenso wie der ihn flankierende Hohenzollerndamm – nach dem deutschen Kaiserhaus Hohenzollern. 1910 wurde er zum symmetrischen Schmuckplatz aufgewertet, mit Springbrunnen und Eichenbepflanzung. Bis 1913 entstand der repräsentative U-Bahnhof Hohenzollernplatz.
Ab 1930 entstand auf dem Platz die evangelische Kirche am Hohenzollernplatz von Fritz Höger, dem Architekten des Chilehauses in Hamburg.
Im Verlauf des Zweiten Weltkriegs wurden Platz und Kirche beschädigt. Bis 1950 dauerte der Wiederaufbau. Seit 1966 steht die Kirche unter Denkmalschutz.
Im Jahr 1968 wurde der Platz grundlegend umgestaltet, der Delphinbrunnen von Hans Bautz wurde angelegt und der Hohenzollerndamm für die „autogerechte Stadt“ ausgebaut.

## Kultur
Seit 2010 hat das Theater unter dem Turm seine Spielstätte in der Düsseldorfer Straße in unmittelbarer Nähe des Platzes mit dem markanten Kirchturm.
In der Kirche ist neben der evangelischen Gemeinde seit den 2000er Jahren die Chinesisch-Christliche Gemeinde Berlin e. V. beheimatet.
Mittwochs und samstags findet ein Wochenmarkt auf dem Platz statt.

Bildergalerie
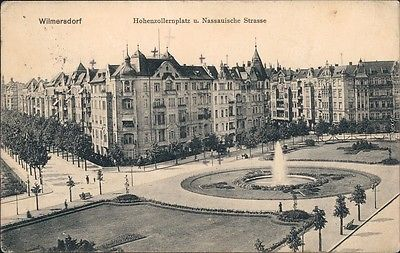
Hohenzollernplatz um 1911
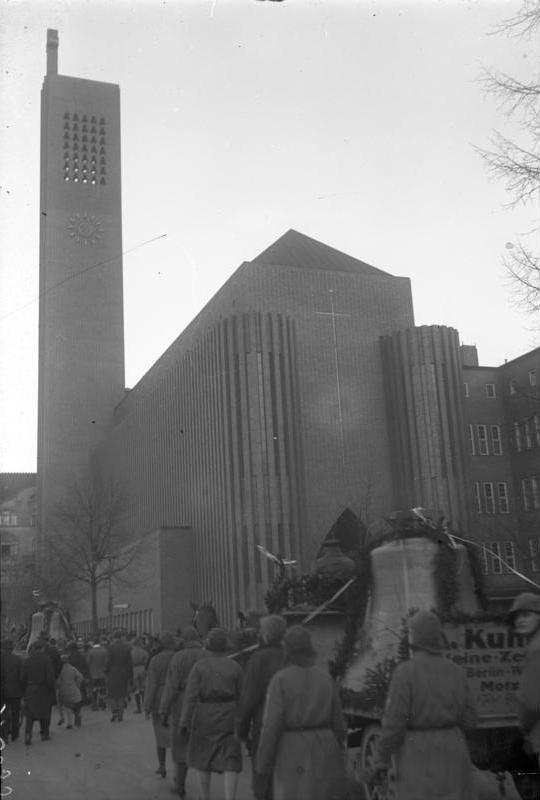
Glockeneinholung, 1932
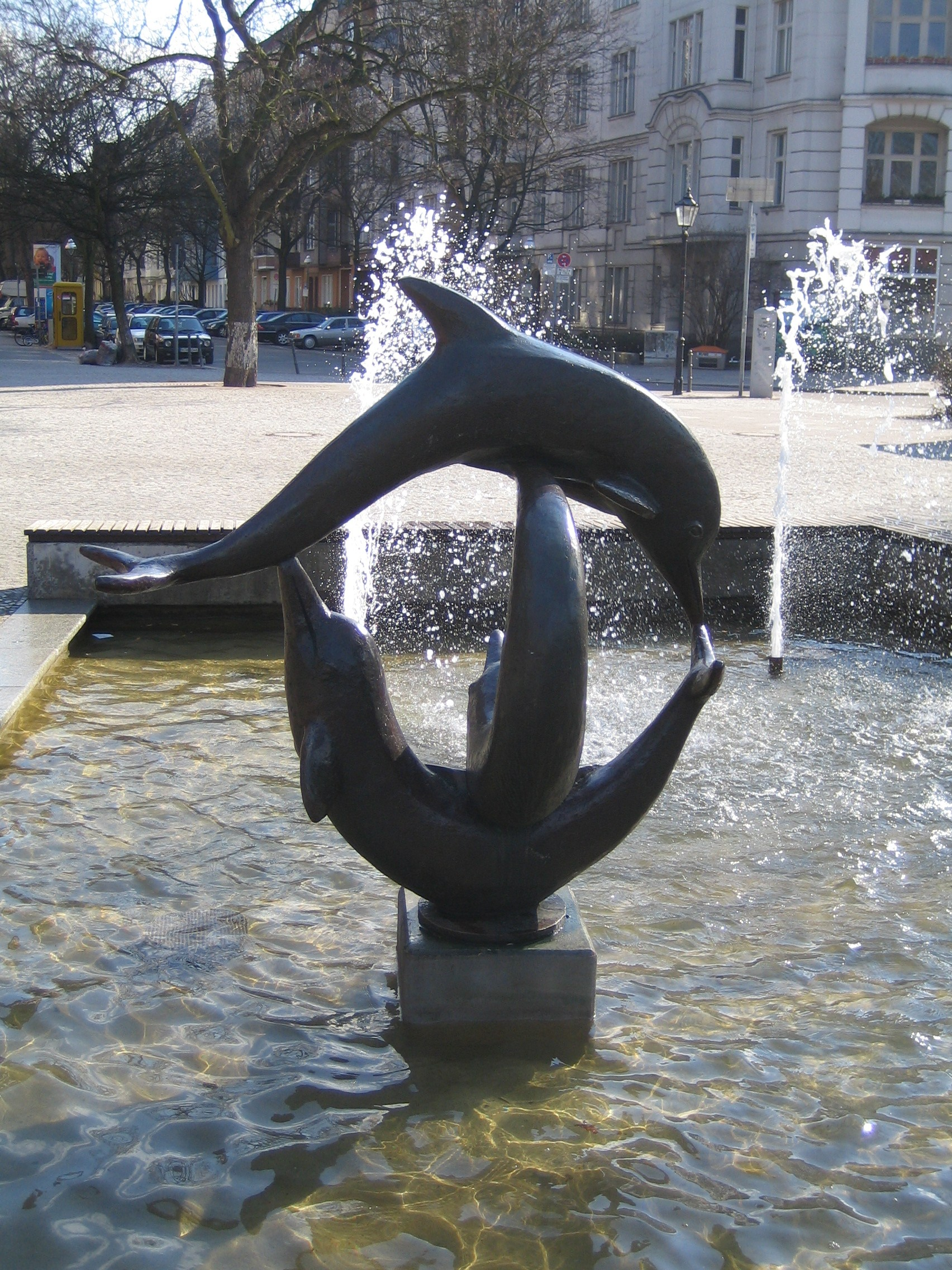
Delphinbrunnen aus dem Jahr 1968
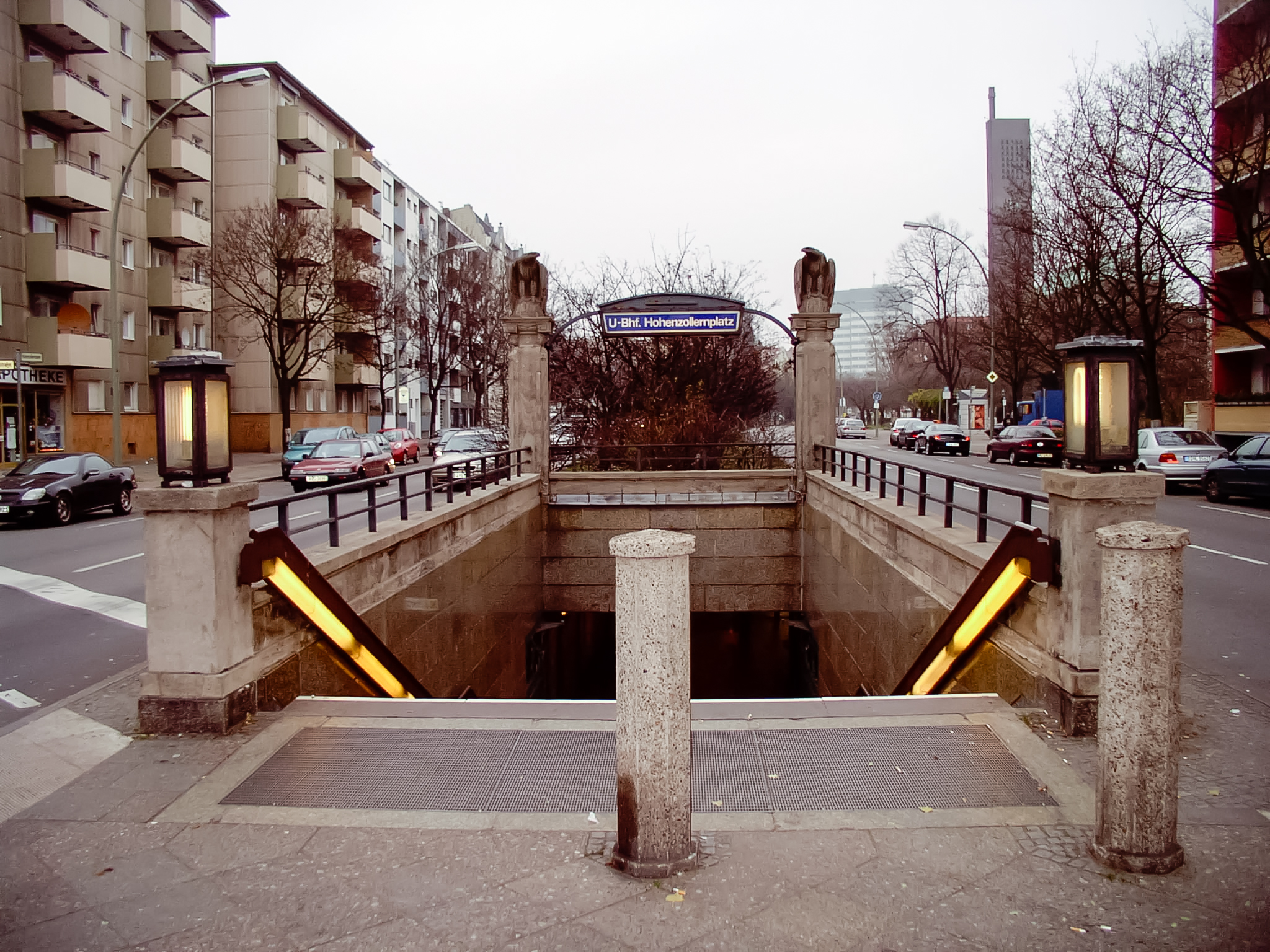
Zugang zum U-Bahnhof
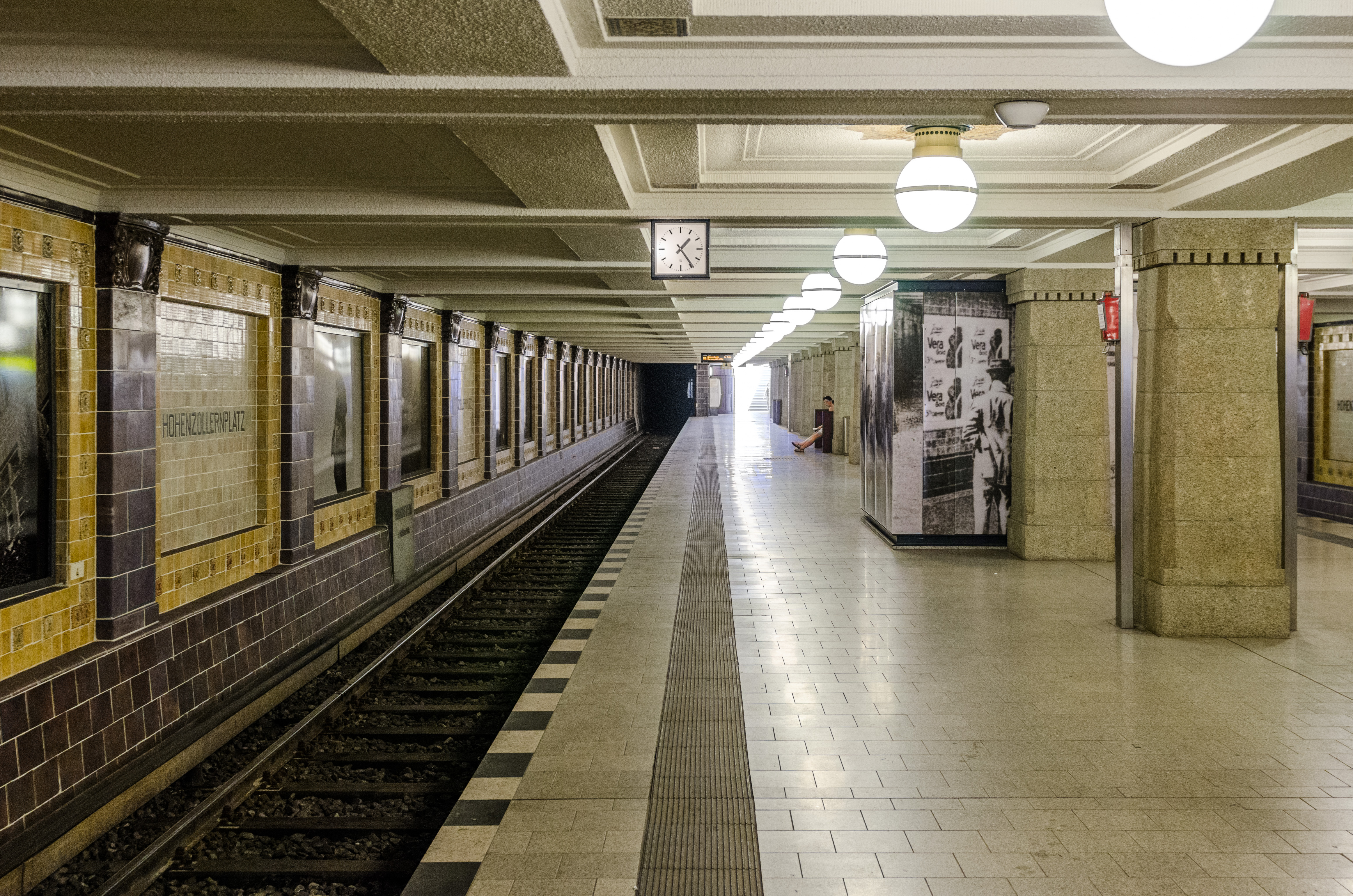
Bahnsteig des U-Bahnhofs